# 瓦利縣 (愛達荷州)
瓦利縣（英語：Valley County）是美国爱达荷州西部的一個縣，面積9,670平方公里。根據2020年美國人口普查，共有人口11,746人。縣治喀斯喀特（Cascade）。該縣成立於1917年2月26日，縣名來自佩埃特河（蛇河的支流之一）上綿延的山谷。